# پارک ملی لوهان‌وری
پارک ملی لوهان‌وری (فنلاندی: Lauhanvuoren kansallispuisto) یک پارک ملی در منطقه اوستروبوتنیای جنوبی فنلاند و در مرز کاوهایوکی و ایسویوکی است که در سال ۱۹۸۲ تأسیس شد و ۵۳ کیلومتر مربع (۲۰ مایل مربع) وسعت دارد. شاخصه‌های این پارک جنگل‌های کاج، چشمه‌های بهاری و باتلاق‌ها است.

## کوهستان

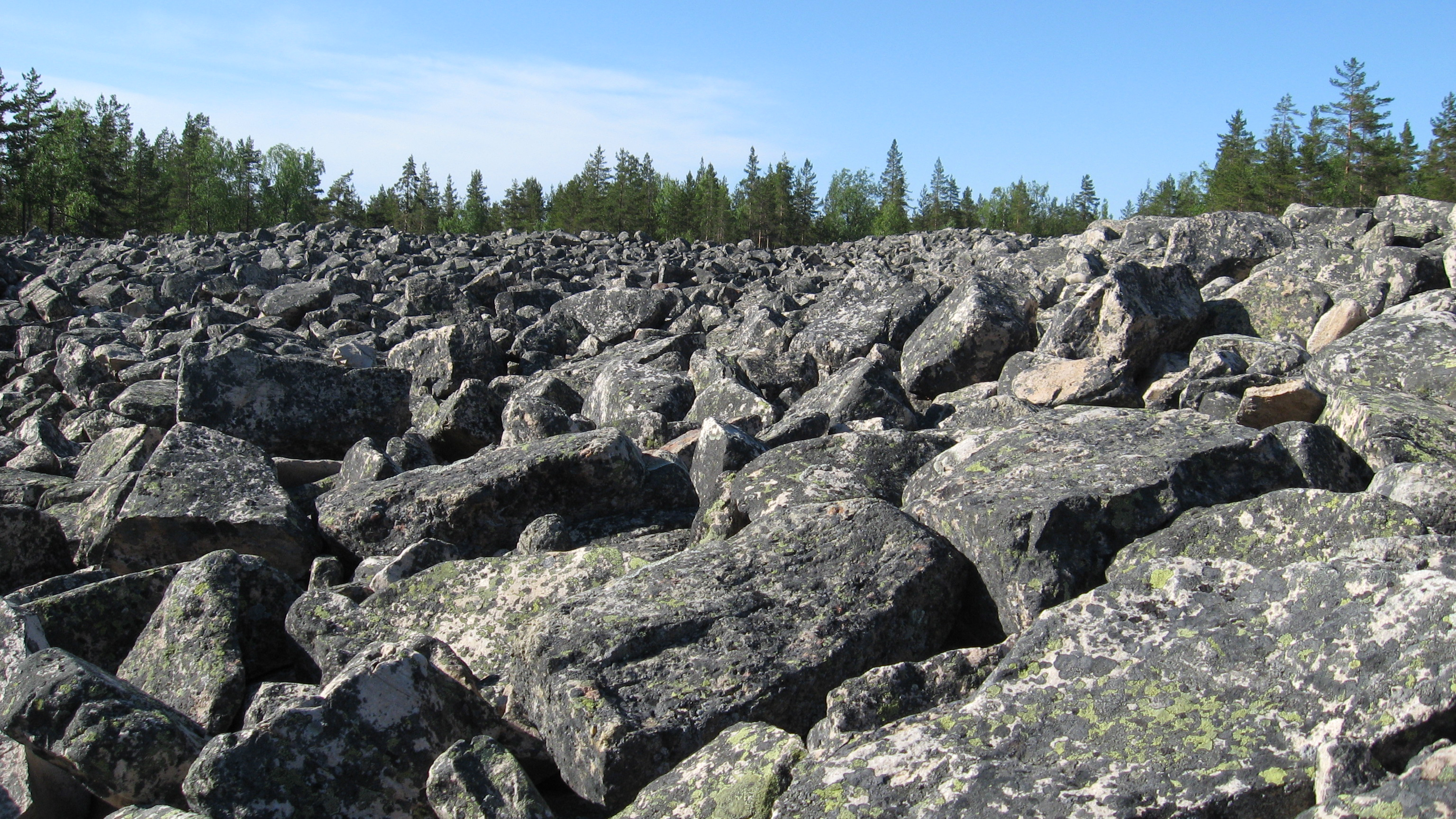
ردیف‌های سنگی در پارک

ارتفاع کوه لوهان‌وری ۲۳۱ متر (۷۵۸ فوت) است که یک یخ‌رفت مرتفع و یکی از بلندترین نقاط فنلاند غربی برشمرده می‌شود. حوالی قله زمانی کشف شد که یخچال در ۹۵۰۰ سال قبل از میلاد عقب‌نشینی کرد بدین معنا که قله هرگز زیر آب نبود. در واقع، این جزیره در وسط دریاچه آنسیلوس قرار داشت.

## گیاهان و جانوران
قله لوهان‌وری به دلیل اینکه در زیر دریا نبوده در نتیجه خاک سست و مواد مغذی خود را حفظ کرده و سرسبزتر از دامنه‌های خود است.
در فصل تابستان صدای درنا و تذروها در باتلاق‌ها شنیده می‌شود. باقرقره پرپای بیدی نیز در باتلاق‌ها ساکن است. این پارک همچنین دارای یک هکتار پوداب است که در آن خانواده‌های آقطیان، جگنیان، کارکس پانیسیا، سازو، آسفودل اسکاتلندی و بسیاری از خزههای کمیاب رشد می‌کنند.